# Sülstorf-Schichten
| ❮ | System          | Serie    | Stufe      | ≈ Alter (mya) |
| ❮ | später          | später   | später     | jünger        |
| - | --------------- | -------- | ---------- | ------------- |
| ❮ | P a l ä o g e n | Oligozän | Chattium   | 23,03 ⬍ 28,1  |
| ❮ | P a l ä o g e n | Oligozän | Rupelium   | 28,1 ⬍ 33,9   |
| ❮ | P a l ä o g e n | Eozän    | Priabonium | 33,9 ⬍ 38     |
| ❮ | P a l ä o g e n | Eozän    | Bartonium  | 38 ⬍ 41,3     |
| ❮ | P a l ä o g e n | Eozän    | Lutetium   | 41,3 ⬍ 47,8   |
| ❮ | P a l ä o g e n | Eozän    | Ypresium   | 47,8 ⬍ 56     |
| ❮ | P a l ä o g e n | Paläozän | Thanetium  | 56 ⬍ 59,2     |
| ❮ | P a l ä o g e n | Paläozän | Seelandium | 59,2 ⬍ 61,6   |
| ❮ | P a l ä o g e n | Paläozän | Danium     | 61,6 ⬍ 66     |
| ❮ | früher          | früher   | früher     | älter         |

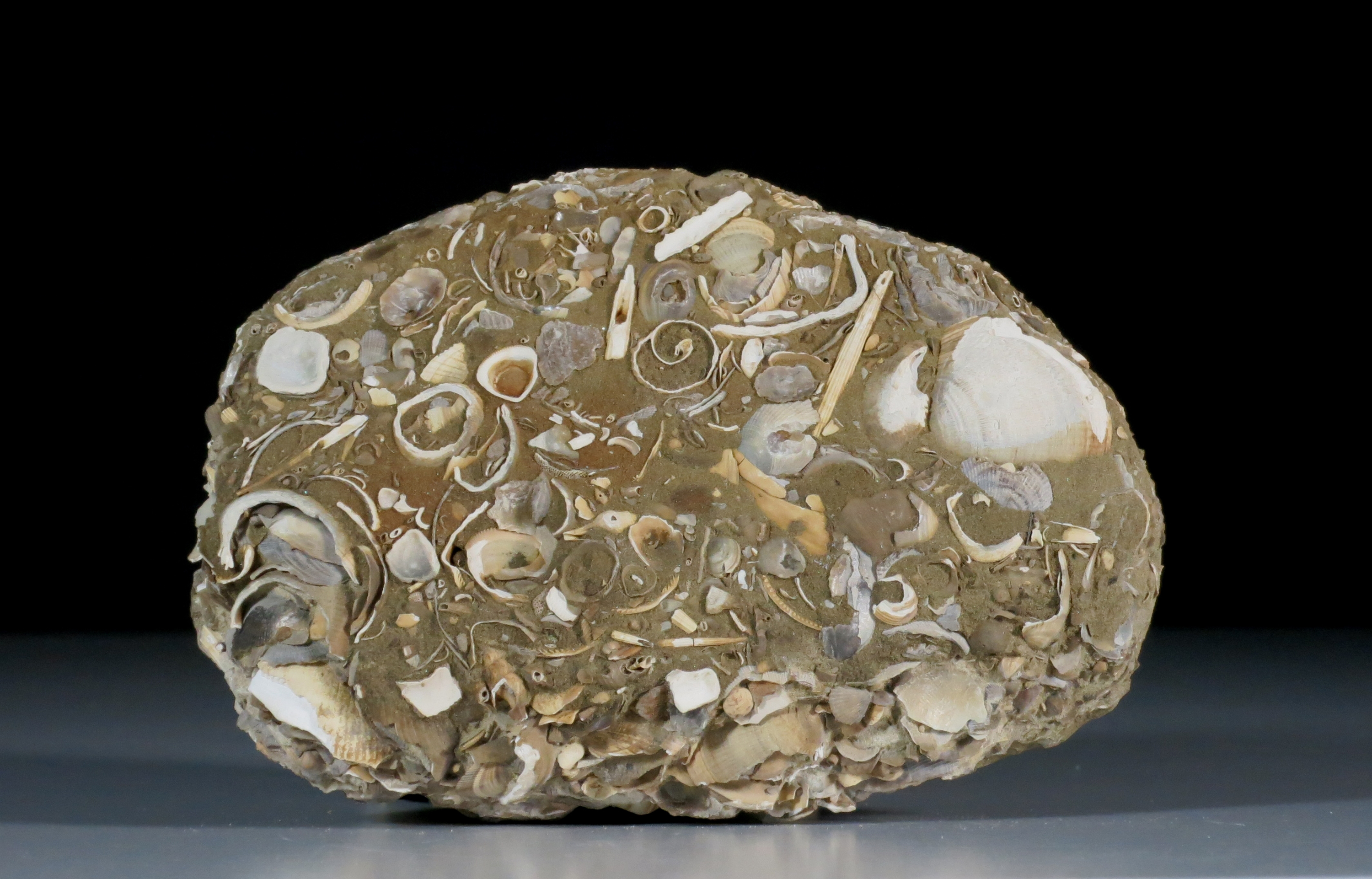
„Sternberger Kuchen“, ein vom Transport durch Eis und Wasser geformtes Stück Gestein der proximalen Tempestitfazies der Sülstorf-Schichten

Die Sülstorf-Schichten sind eine Abfolge flachmariner, teilweise sehr fossilreicher Siliziklastika des späten Alttertiärs von Norddeutschland. Sie werden anhand ihres Fossilinhaltes ins späte Oligozän (oberes Eochattium des Norddeutschen Tertiärbeckens, Chattium der internationalen Zeitskala) datiert und leiten in Norddeutschland die Flachwasserfazies des Neogens ein, die auf die eher tiefmarine Sedimentation des Rupeliums (frühes Oligozän) folgte.

## Fazies und Verbreitung
Die ursprünglich grauen, durch Limonitisierung aber oft gelblich bis bräunlichen Sedimente der Sülstorf-Schichten sind vom Südosten Schleswig-Holsteins und Nordosten Niedersachsens nach Osten bis in etwa zur Linie Wismar-Neubrandenburg flächendeckend im Untergrund verbreitet. Nordöstlich dieser Linie fehlen sie erosionsbedingt. Die Sülstorf-Schichten sind meist als Silt- oder Feinsandsteine ausgebildet, wobei der Sandanteil in der Abfolge zum Hangenden und im Verbreitungsgebiet nach Norden und Osten hin zunimmt. Die siltige Fazies wird traditionell als Mallißer Sandsteinbänke, die feinsandige als Sternberger Gestein bezeichnet. Lokal ist das Sediment der feinsandigen Fazies durch einen sehr hohen Makrofossilanteil gekennzeichnet. In diesen Bereichen ist das Material zudem intensiv karbonatisch (Calcit und Siderit) zementiert und dadurch stark verfestigt.
Die Fauna der Sülstorf-Schichten (siehe unten) legt nahe, dass deren Ablagerung in einem relativ flachen, warmen Epikontinentalmeer unter vollmarinen Bedingungen erfolgte. Die sehr fossilreichen Schichten der feinsandigen Fazies werden als proximale Tempestite (Sturmablagerungen) interpretiert, die in besonders flachen Bereichen dieses Meeres zur Ablagerung kamen. Hierbei wird ein Zusammenhang mit dem Aufstieg von Salzstrukturen im Untergrund des Meeresbeckens vermutet, unter anderem weil aus Bohrungen abseits der heute bekannten mecklenburgischen Salzstrukturen keine auffälligen Fossilansammlungen im Niveau der Sülstorf-Schichten bekannt sind und weil das postoligozän weiter aufgebeulte Deckgebirge dieser Salzstrukturen als Herkunftsgebiet des sogenannten Sternberger Kuchens prädestiniert wäre.

## Sternberger Kuchen

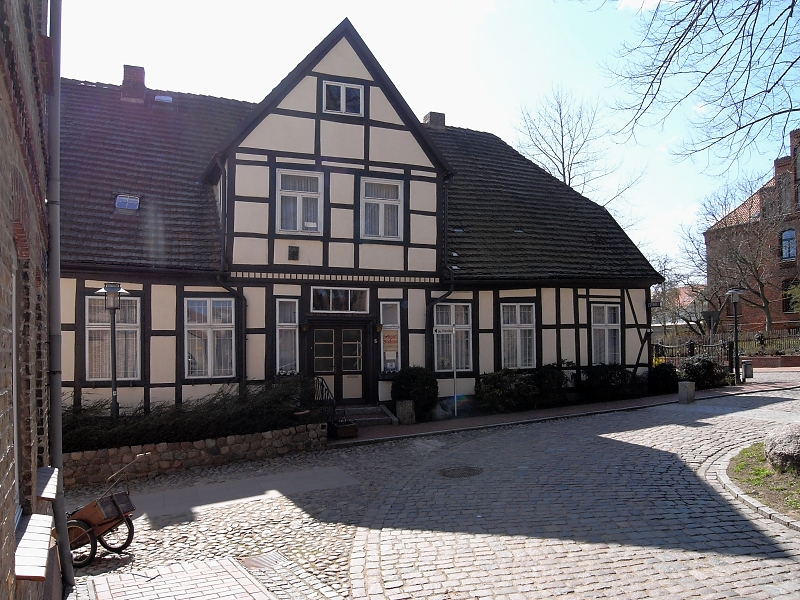
Das Heimatmuseum Sternberg beherbergt eine umfangreiche Sammlung von Exemplaren des „Sternberger Kuchens“

Hellbraunes bis tief-dunkelbraunes, stark zementiertes und fossilreiches Gestein der feinsandigen Fazies der Sülstorf-Schichten findet sich in Form von kantengerundeten Geröllen als sogenannte Nahgeschiebe in glazifluvialen Ablagerungen der Weichsel-Kaltzeit. Diese meist walnuss- bis kindskopfgroßen Gerölle sind allgemein als Sternberger Kuchen bekannt und bei Mineralien- und Fossiliensammlern beliebt. Sie sind besonders häufig in Zentral-Mecklenburg, werden jedoch bisweilen auch noch im Leipziger Raum gefunden. Ihr Hauptverbreitungsgebiet im östlichen Norddeutschland schließt sich östlich an das Hauptverbreitungsgebiet eines ähnlichen Nahgeschiebetyps, des Holsteiner Gesteins, an und überlappt mit diesem geringfügig.
Eines der größten Exemplare von Sternberger Kuchen, den man mit Abmessungen von 110 × 80 × 25 cm schon als Findling ansprechen kann, befindet sich im Heimatmuseum Sternberg.

## Fossilinhalt
Kenntnisse über die Makrofauna der Sülstorf-Schichten entstammen vor allem den Massenvorkommen im Sternberger Kuchen. Bei Weitem am häufigsten sind die kalkigen Gehäuse und Schalen von Mollusken, speziell von Muscheln (Pelecypoda), Schnecken (Gastropoda) und Kahnfüßern (Scaphopoda). Deutlich seltener sind Reste von Steinkorallen (Scleractinia), Stachelhäutern (Echinodermata), Krebstieren (Crustacea) und Wirbeltieren (Vertebrata), vorwiegend Otolithen und Wirbel von Knochenfischen (Osteichthyes) sowie Hai- und Rochenzähne. Insgesamt geht die Anzahl der im Sternberger Kuchen identifizierten Arten gegen 600. Er ist damit das artenreichste der aufgearbeiteten Tertiär-Gesteine im norddeutschen Quartär.
Besondere Bedeutung für die relative Alterseinstufung und die interne stratigraphische Gliederung der Sülstorf-Schichten haben die darin enthaltenen Mikrofossilien, speziell die benthischen Foraminiferen: Die unteren Sülstorf-Schichten erstrecken sich über die Asterigerinoides-Zone, die das untere Eochattium bzw. Chatt A markiert und durch ein Massenauftreten der Foraminiferen-Art Asterigerinoides guerichi gekennzeichnet ist. Die oberen Sülstorf-Schichten, denen auch der Sternberger Kuchen überwiegend zuzuordnen ist, befinden sich in der Palmula-Zone, deren Namensgeber die Foraminiferen-Art Palmula oblonga ist.